# 亚吐尔乡
亚吐尔乡，是中华人民共和国新疆维吾尔自治区阿克苏地区拜城县下辖的一个乡镇级行政单位。

## 行政区划
亚吐尔乡下辖以下地区：
库木买里村、喀孜干村、塔格其村、欧特贝希村、英兰干村、布吉尕村、依希塔其村、亚吐尔村、帕什塔其村、欧勒旁村、古勒阿塔麻扎村、哈拉苏村、煤矿村和牧场村。